# Matimekosh
Matimekosh är ett reservat för innu i provinsen Québec i Kanada. Det utgör en enklav i Schefferville i regionen Côte-Nord, i den östra delen av landet, 1 200 km nordost om huvudstaden Ottawa. Landarean är 0,69 kvadratkilometer.